# Jorge Armando Ruiz
Jorge Armando Ruiz, född 17 maj 1989, är en friidrottare från Colombia. Han deltog vid olympiska sommarspelen 2016 och olympiska sommarspelen 2020.